# Alfa Romeo 8C Competizione
Alfa Romeo 8C Competizione – samochód sportowy klasy średniej produkowany przez włoską markę Alfa Romeo w latach 2007 - 2010.

## Historia i opis modelu

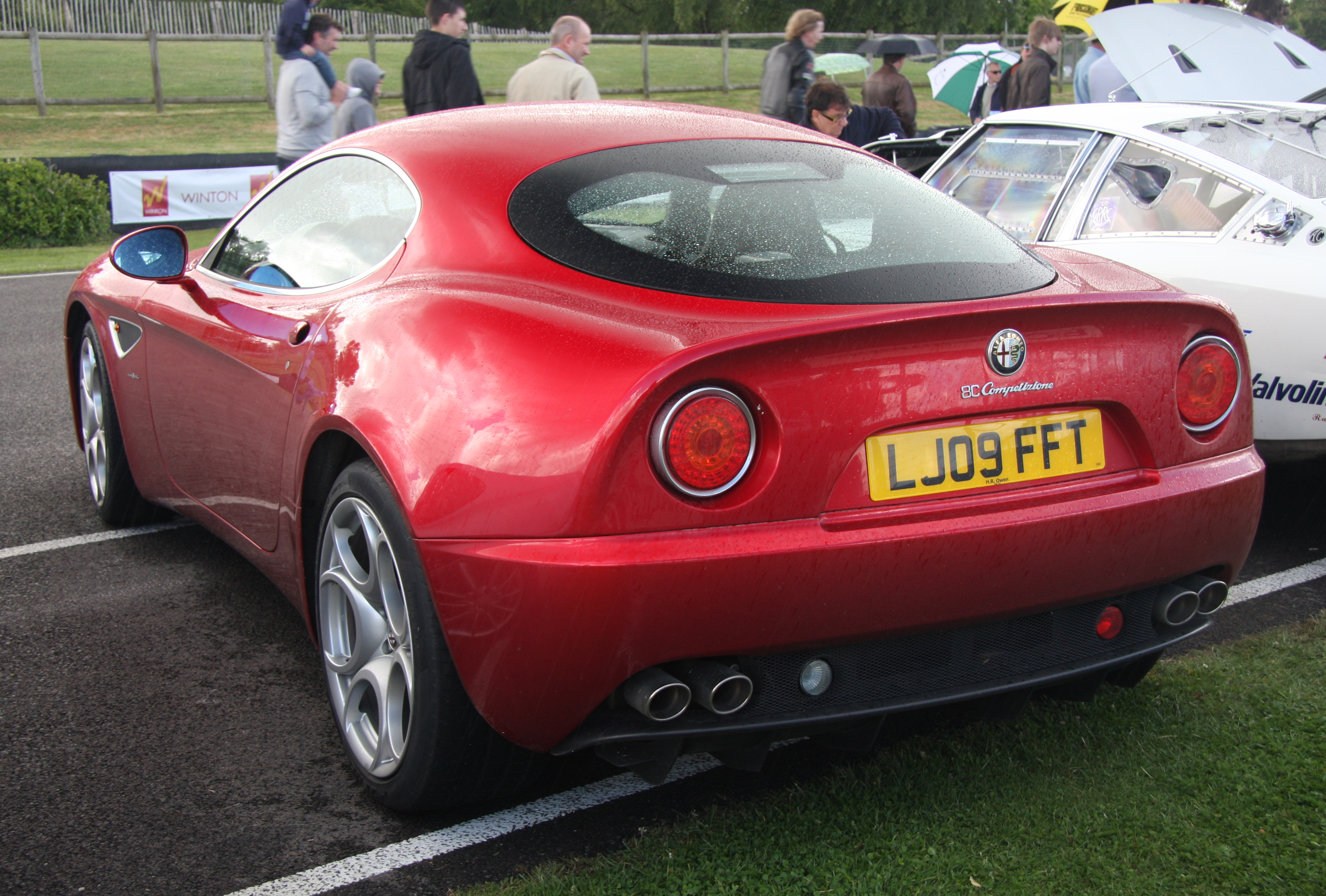
Alfa Romeo 8C Competizione

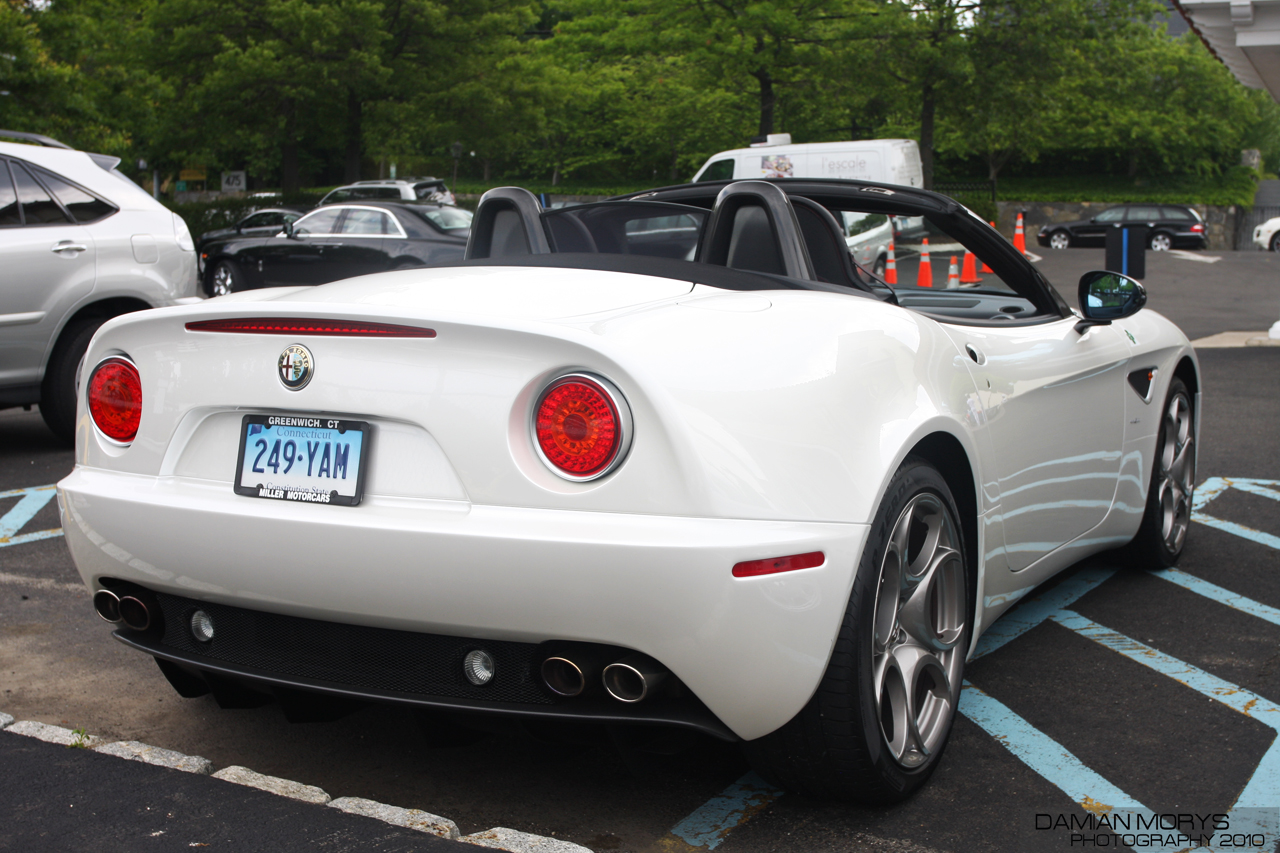
Alfa Romeo 8C Spider

Prototyp samochodu Alfa Romeo 8C Competizione zadebiutował jako samochód koncepcyjny podczas salonu samochodowego we Frankfurcie jesienią 2003 roku. Miał on silnik V8 firmy Maserati o pojemności 4.2 dm³. Oficjalna prezentacja wersji produkcyjnej nastąpiła podczas salonu samochodowego w Paryżu jesienią 2006 roku.
Nazwa samochodu nawiązuje do tradycji Alfy (w latach 30. i 40. symbolem 8C producenci oznaczali auta z 8-cylindrowanymi silnikami), natomiast „Competizione” to nawiązanie do odnoszącego w latach 50. sukcesy sportowego coupé 6C 2500 Competizione.
Po dużym zainteresowaniu publiczności targowej w 2007 roku trafił do małoseryjnej produkcji w limitowanej serii 500 sztuk. Pierwszy egzemplarz dostarczono w październiku 2007 roku. Dzięki temu modelowi w 2008 roku marka Alfa Romeo powróciła na rynek amerykański po raz pierwszy od 1995 roku.
W seryjnym samochodzie, produkowanym w Modenie przez Maserati na zlecenie Alfy Romeo, zastosowano silnik V8 o pojemności 4691 cm³ i mocy maksymalnej 338 kW (450 KM) osiąganej przy 7000 obr./min. Znajduje się on z przodu pojazdu. Sekwencyjna (6-stopniowa) skrzynia biegów, produkcji Graziano Trasmissioni została umieszczona przy tylnej, napędzanej osi (tzw. układ transaxle).
Na bazie modelu coupé powstała i była produkowana również wersja roadster nosząca dodatkowy składnik nazwy Spider.

### Silnik
- V8 4,7 l (4691 cm³), 4 zawory na cylinder, DOHC
- Układ zasilania: wtrysk
- Średnica × skok tłoka: 92,00 mm × 88,20 mm
- Stopień sprężania: brak danych
- Moc maksymalna: 450 KM (331,1 kW) przy 7000 obr/min
- Maksymalny moment obrotowy: 470 N•m przy 4750 obr/min

### Osiągi
- Przyspieszenie 0-100 km/h: 4,2 s
- Prędkość maksymalna: 293 km/h

### Sprzedaż
| Kraj            | Liczba samochodów |
| --------------- | ----------------- |
| Włochy          | 84                |
| USA             | 84                |
| Niemcy          | 81                |
| Japonia         | 69                |
| Francja         | 39                |
| Wielka Brytania | 41                |
| Szwajcaria      | 35                |
| Holandia        | 10                |
| Australia       | 3                 |
| Nowa Zelandia   | 1                 |
| Hongkong        | 5                 |
| Łotwa           | 1                 |
| Rosja           | 2                 |
| Inne            | 45                |
| Suma            | 500               |